# Nancy Cuomo
Nancy Cuomo, née Maria Cuomo le 9 mai 1949 à Piedimonte Matese, est une chanteuse et productrice italienne.

## Biographie
Nancy Cuomo est née à Piedimonte Matese le 9 mai 1949. Vivant à Naples, elle débute jeune dans le monde de la musique et dans les années 1960 elle déménage à Rome où elle est remarquée par le chanteur Nico Fidenco. En 1966 elle interprète Love love bang bang, colonne sonore du film Kiss kiss bang bang réalisé par Duccio Tessari.
En 1968 elle arrive en finale à Cantagiro avec Ieri et participe à la transmission télévisée 'Settevoci animée par Pippo Baudo
En 1996, elle crée sa propre maison de disques Nancy Cuomo Music et produit des spectacles.
En 2009 elle enregistre l'album Aria di Roma avec les chansons célèbres du répertoire romain.

## Discographie

### Album (LP et CD)
- 1965: Il Juke Box (KappaO, LP - ES-20056-71)
- 1966: Sanremo '66 (KappaO, LP - cod. MOE-2)
- 1967: Stereo Cinema Parade (Parade, LP - FPRS-311)
- 1968: Cantagiro '68 (CGD, LP - 25811)
- 1974: Viaggio nell'amore (Erre, LP - RRL-2014)
- 1975: L'amore è una cosa meravigliosa (Erre, LP - BSL-2014)
- 1980: Prendimi, tienimi (Hilton Record, LP - HJK-0155))
- 1996: E nisciuno vo’ sentì (Nancy Cuomo Music, CD/MC - NC001)
- 1999: Parlami ancora (Nancy Cuomo Music, CD - CG20376)
- 1999: Our Man From R.O.M.E. (Cereaton - Germany, CD - CTLS0301)
- 1999: Love Love Bang Bang - Soundtracks Compilation (Listeners Club – Japan, CD - SLSC7301)
- 2000: Canti del cielo (Nancy Cuomo Music, CD - RF16942)
- 2005: Cine Jazz (GDM Music, CD - GDM2055)
- 2006: The Spy Movie Collection (Verita Note - Japan, CD - CPC81090)
- 2007: Movie Songs Book (Gemelli, CD - GG2505)
- 2009: Aria di Roma (La Semicroma Label, CD - FC170410)

### Singles
- 1964 - Non ho l'età (per amarti)/Le tristi notti - KappaO (cod. U-1047)
- 1964 - Città vuota (It's a lonely town)/È inutile - KappaO (cod. K-10.009)
- 1965 - Il surf del filone/Scusami se sono bambina - Fans (cod. UK-1526)
- 1965 - Le tristi notti/Non ho l'età (per amarti) - KappaO (cod. MA-30001)
- 1965 - Non lasciarmi così/Il nuovo ballo - KappaO (cod. K-10.013)
- 1965 - Si fa sera/Ti senti sola stasera - KappaO (cod. ES-20056)
- 1965 - Lui/La finta tonta (Surfin Senorita) – KappaO (cod. ES-20057)
- 1965 - Strana/La danza di Zorba - KappaO (cod. ES-20058)
- 1965 - Plip/Supercalifragilistic-espiralidoso - KappaO (cod. ES-20066)
- 1965 - Il silenzio (fuori ordinanza)/Stasera con te – KappaO (cod. ES-20067)
- 1965 - Solo tu/Occhi miei – KappaO (cod. ES-20068)
- 1965 - Ogni mattina/Non voglio nascondermi – KappaO (cod. ES-20068)
- 1965 - Viva la pappa col pomodoro/Giro... girotondo – KappaO (cod. ES-20070)
- 1966 - Io ti darò di più/Adesso sì – KappaO (cod. ES-20072)
- 1966 - Nessuno mi può giudicare/Una rosa da Vienna – KappaO (cod. ES-20073)
- 1966 - In un fiore/Così come viene – KappaO (cod. ES-20074)
- 1966 - Nessuno di voi/A la buena de Dios – KappaO (cod. ES-20075)
- 1966 - Dio come ti amo/Parlami di te – KappaO (cod. ES-20076)
- 1966 - Love Love Bang Bang/Kiss me Warren, please! - Parade (cod. PRC-5003)
- 1966 - Bada Caterina/Anche se mi vuoi – Parade (cod. PRC-5016)
- 1968 – Ieri, solo ieri/Chiedi e ti darò – Fonit Cetra (cod. SP-1374)
- 1968 – Quando il vento suona le campane (avec Claudio Villa)/Ieri, solo ieri – Fonit Cetra (cod. JB-274)
- 1969 – Come una rondine/Se ti ho bruciato il cuore – Mercury Records (cod. MCF– 131301)
- 1969 – Concerto d'Autunno/Avengers (Agente Speciale) – Mercury Records (cod. MCF-131302)
- 1969 – Avengers (Agente Speciale)/La mia Stagione (feat. Le Macchie Rosse) – RCA Italiana (cod. PM 3498)
- 1970 – Io ti voglio (Je te Veux)/Come una Rondine – RCA Italiana (cod. PM 3507)
- 1970 – Concerto d'Autunno/Ho gli occhi chiusi (avec Alain Bashung) – Phonogram (cod. ASC-105)
- 1970 – Se t'ho bruciato il cuore/Come una rondine avec Joe Harris – Mercury Records (cod. MCF-131302)
- 1971 – Questo vecchio pazzo mondo/Ho amato e t'amo – Jolly (cod. J-20473)
- 1972 – Almeno io/Un tipo come te – Erre (cod. BS-3057)
- 1972 – La grande città/Una notte tra noi due – Disques Bis (cod. BS-1001)
- 1972 – Almeno io/Un tipo come te – Bis (cod. BS-3057)
- 1972 – Un tipo come te/Almeno io (avec Michele Lacerenza (it)) – Bis (cod. BS-1003)
- 1972 – Questo vecchio pazzo mondo/La grande città – Bis (cod. BS-1005)
- 1973 – It Takes Too Long to Learn to Live Alone/Yes, I will - Hello Records (cod. HR-9114)
- 1973 – Almeno io/Un tipo come te – Erre (cod. RR-3057)
- 1974 – Viaggio con te/Un amore incosciente – Erre (cod. RR-3069)
- 1979 – L'uomo sui trampoli/Prendimi – Mia Records (cod. M-1547)
- 1984 – Prendimi, tienimi/Io e te tu e lei – Hilton Records (cod. XD-8577)
- 1998 – Parlami ancora/Mio figlio - Nancy Cuomo Music (cod. BJK-0905)
- 1998 – Uè nennè/Bella notte - Nancy Cuomo Music (cod. BJK-3009)
- 2000 – Canto del cielo/Aria di festa - Nancy Cuomo Music (cod. BJK-0205)
- 2009 – Aria di Roma/Aria di Roma (instrumental) – La Semicroma Label (cod. FG-1109)